# Tasiocera axillaris
Tasiocera axillaris är en tvåvingeart som beskrevs av Alexander 1926. Tasiocera axillaris ingår i släktet Tasiocera och familjen småharkrankar. Inga underarter finns listade i Catalogue of Life.